# Масленникова, Маргарита Николаевна
Маргари́та Никола́евна Ма́сленникова (в девичестве — Попова; 2 ноября 1928, Ленинград, РСФСР, СССР — 5 марта 2021, Санкт-Петербург) — советская лыжница, чемпионка мира 1954 года, заслуженный мастер спорта СССР (1954).

## Спортивная карьера
Лучшим результатом в карьере Маргариты Масленниковой стала победа в эстафетной гонке 3x5 км на чемпионате мира 1954 года в шведском Фалуне. В личной гонке на 10 км она заняла 4 место.
Пять раз она становилась чемпионкой СССР в эстафетных гонках (1953, 1956, 1957, 1958), а в личных соревнованиях победила в 1954 году на дистанции 10 км.
5-кратная победительница всемирных универсиад (1951, 1953).

## Награды
- Медаль «За трудовую доблесть» (27.04.1957) — «за успехи, достигнутые в деле развития массового физкультурного движения в стране, повышения мастерства советских спортсменов, и успешное выступление на международных соревнованиях»